# Pete Doherty
Peter Daniell Doherty (ur. 12 marca 1979 w Hexham) – brytyjski muzyk, kompozytor i wokalista, multiinstrumentalista, znany przede wszystkim z występów w zespole rockowym The Libertines. Od 2003 roku występuje także w formacji Babyshambles, której był założycielem.

## Młodość
Pete urodził się w  Hexham, Northumberland jako drugie z trzech dzieci. Jego matką jest pielęgniarka i kapral Jacqueline (née Michels), a ojcem Peter John Doherty – ksiądz i major w Armii Brytyjskiej. Jego pradziadek ze strony ojca był Irlandczykiem, pradziadek ze strony matki Żydem (dziecko imigrantów z Rosji i Francji), a prababcia ze strony matki była brytyjskiego pochodzenia. Doherty był wychowywany w duchu chrześcijańskim. Ze względu na pracę ojca razem z siostrami Amy Jo i Emily wzrastał w wielu wojskowych garnizonach (Catterick, Belfast, Wildenrath Barracks w zachodnich Niemczech, Bedworth, Dorset i Larnaca). To właśnie w Dorset nauczył się grać na gitarze, by zaimponować Emily Baker – koleżance z klasy.
Swoje egzaminy GCSE zdał otrzymując najlepsze oceny (A*) z 11 przedmiotów, w tym dwa z wynikiem A. W wieku 16 lat wygrał konkurs poetycki organizowany przez British Council i wyruszył na wycieczkę do Rosji.
Po wizycie w Rosji przeniósł się do mieszkania prababci w Londynie, co według niego było jego przeznaczeniem. Znalazł pracę na cmentarzu we Willesden, w której przez większość czasu pisał i czytał siedząc na nagrobkach. Osiemnastoletni Doherty pokazał się w wywiadzie z MTV w dniu wydania płyty Oasis o nazwie Be Here Now. Studiował literaturę angielską na Queen Mary, University of London, jednak odszedł po ukończeniu pierwszego roku. Następnie przeprowadził się do londyńskiego mieszkania razem z kolegą Carlem Barâtem, który wcześniej studiował z jego siostrą.

## Działalność artystyczna
Z zespołem The Libertines nagrał trzy albumy: Up the Bracket (2002), The Libertines (2004) oraz Anthems For Doomed Youth (2015).
Po rozpadzie grupy Carl Barat założył zespół Dirty Pretty Things, a Doherty założył grupę Babyshambles. Oficjalny skład grupy to Pete Doherty, Drew McConnell, Mick Whitnall i Adam Ficek.
W 2007 roku jego obrazy z serii Bloodworks zostały wystawione w galerii Bankrobber w Londynie.
24 marca 2009 wydał swój pierwszy solowy album zatytułowany Grace/Wastelands. Premiera została poprzedzona singlem Last of the English Roses oraz wsparta wieloma koncertami w ciągu roku.

## Życie prywatne
W 2003 roku urodził się syn muzyka Astile ze związku z brytyjską wokalistką Lisą Moorish.
W 2008 Pete Doherty z powodu swojego uzależnienia został skazany na 14 tygodni więzienia. Po 29 dniach został zwolniony warunkowo, gdyż testy wykazały, że nie zażywał narkotyków.

## Dyskografia
Albumy solowe
| Tytuł            | Dane dot. albumu                     | Pozycja na liście | Pozycja na liście | Pozycja na liście | Pozycja na liście | Pozycja na liście | Pozycja na liście |
| Tytuł            | Dane dot. albumu                     | FRA               | CHE               | AUT               | GER               | NOR               | NLD               |
| ---------------- | ------------------------------------ | ----------------- | ----------------- | ----------------- | ----------------- | ----------------- | ----------------- |
| Grace/Wastelands | - Data: 24 marca 2009 - Wydawca: EMI | 7                 | 10                | 11                | 20                | 38                | 83                |

## Filmografia
| Tytuł | Rok  | Rola        | Uwagi                                      | Źródło |
| ----- | ---- | ----------- | ------------------------------------------ | ------ |
| Amy   | 2015 | jako on sam | film dokumentalny, reżyseria: Asif Kapadia | [ 15 ] |